# Poskocz

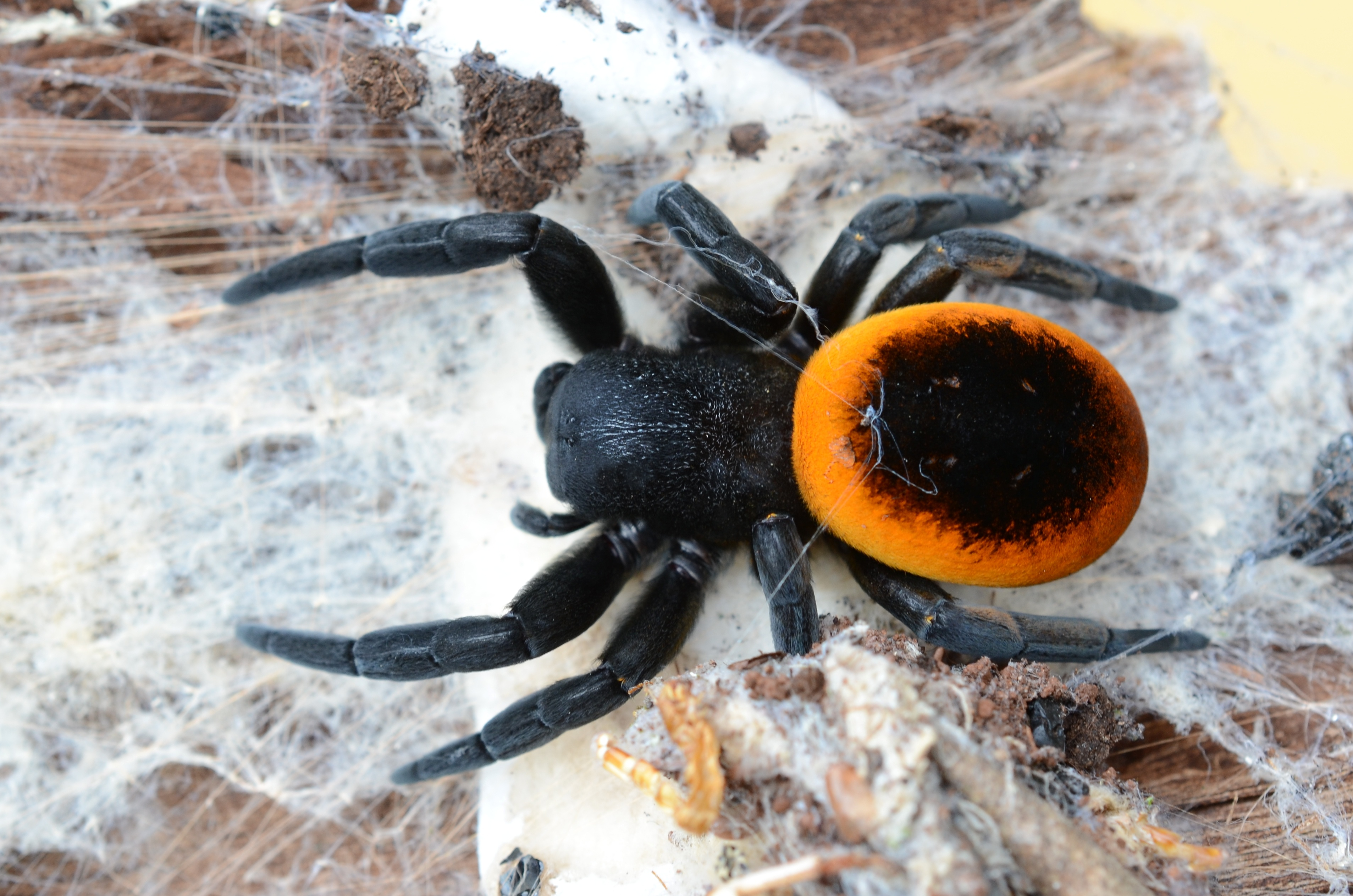
Samica poskocza tytana

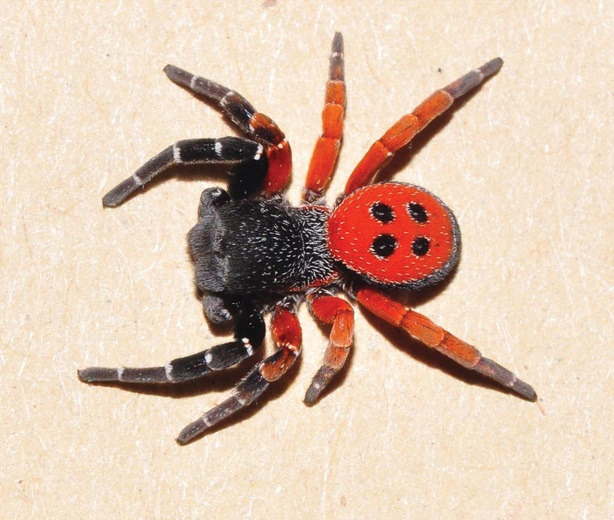
Samiec Eresus hermani

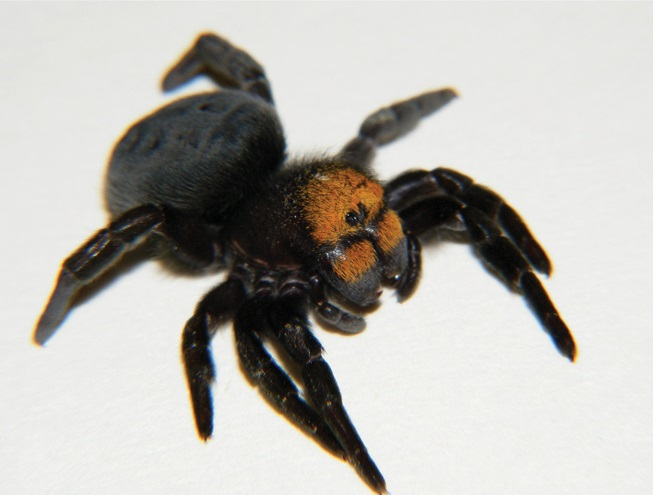
Samica Eresus moravicus

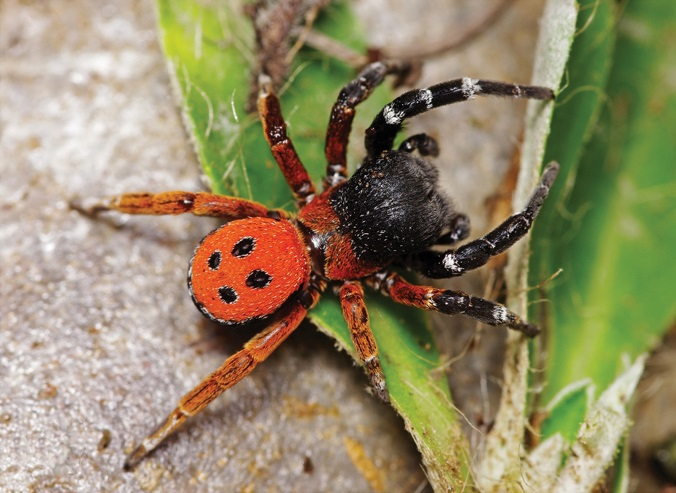
Samiec Eresus hermani

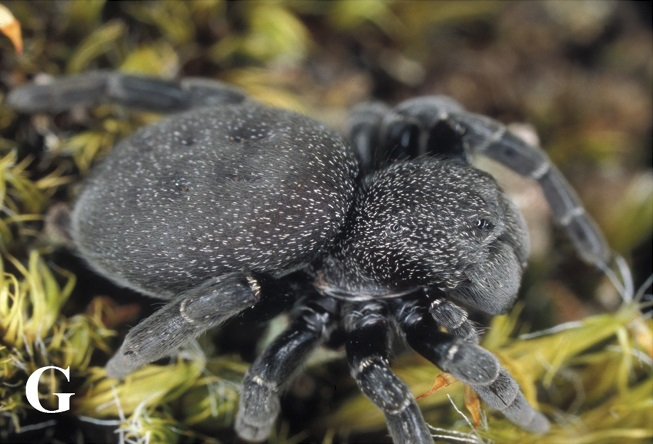
Samica poskocza obrączkowanego

Poskocz (Eresus) – rodzaj pająków z rodziny poskoczowatych. Obejmuje 21 opisanych gatunków. Zamieszkują krainę palearktyczną.

## Morfologia
Pająki pokrojem przywodzące na myśl skakunowate. Karapaks ma część głowową dłuższą niż szerszą, u samców nienachodzącą ku tyłowi na część tułowiową, a u samic tylko umiarkowanie wyniesioną. Boki kapturka nadustkowego schodzą się pod wyraźnie ostrym kątem.
Samce większości gatunków są jaskrawo ubarwione i od innych przedstawicieli poskoczowatych odróżniają się wierzchem opistosomy (odwłoka) czerwonym z dwoma lub trzema parami czarnych kropek. Samce mające opistosomę całą czarną odróżnić można od innych poskoczowatych po wyraźnym wcięciu konduktora w bulbusie nogogłaszczków. Od rodzaju Loureedia samce poskoczy różnią się ponadto brakiem rozdwojonego wyrostka na konduktorze, a od rodzajów Gandanameno i Dresserus embolusem okrążającym dystalną, a nie brzuszną część nogogłaszczka.
Samice są zwykle monotonnie ubarwione. Samice poskocza tytana odróżnić można od Gandanameno i Dresserus po bardziej z tyłu umieszczonych oczach pary tylno-bocznej, a od innych rodzajów poskoczowatych po otworach kopulacyjnych rozdzielonych szerokim rejonem owłosionego oskórka. Samice pozostałych poskoczy odróżnić można od Paradonea variegata po ciemniejszym ubarwieniu i mniejszej różnicy rozmiarów oczu par przednio- i tylno-środkowej, a od pozostałych poskoczowatych po dużych, bulwiasto rozdętych główkach spermatek.

## Ekologia i występowanie
Pająki te zamieszkują stanowiska ciepłe, suche i zwykle otwarte; rzadko podawane są z prześwietlonych lasów, zagajników czy zarośli i przypuszcza się, że w takich miejscach znajdowane są populacje zanikające w wyniku zarastania siedliska. Wiele gatunków wykopuje pionowe norki wyściełane przędzą, z otworem osłoniętym płachtowatą pajęczyną zamaskowaną cząstkami podłoża i z promieniście rozchodzącymi się nićmi sygnałowymi, podczas gdy inne umieszczają rurkowate oprzędy bezpośrednio pod kamieniami lub na nich.
Przedstawiciele rodzaju ograniczeni są do krainy palearktycznej. Występują w Makaronezji, kontynentalnej Afryce Północnej, Europie i umiarkowanej strefie Azji, na wschód docierając do dalekowschodniej Rosji i Półwyspu Koreańskiego. Z Polski stwierdzono tylko poskocza krasnego, którego objęty tam jest częściową ochroną gatunkową, ale prawdopodobne jest występowanie w tym kraju również poskocza obrączkowanego.

## Taksonomia
Rodzaj ten wprowadzony został w 1805 roku przez Charlesa A. Walckenaera. Według wyników molekularnej analizy filogenetycznej Jeremiego A. Millera i innych z 2012 roku zajmuje on pozycję siostrzaną względem rodzaju Adonea, tworząc z nim klad siostrzany dla kladu obejmującego rodzaje Loureedia i Dorceus.
Omawiany rodzaj obejmuje 21 opisanych gatunków:
- Eresus adaleari Zamani et Szűts, 2020
- Eresus albopictus Simon, 1873 – poskocz białoznaczny
- Eresus bifasciatus Ermolajev, 1937
- Eresus crassitibialis Wunderlich, 1987
- Eresus elhennawyi Řezáč, Vaněk et Střeštík, 2023
- Eresus granosus Simon, 1895
- Eresus hermani Kovács et al., 2015
- Eresus kollari Rossi, 1846 – poskocz krasny
- Eresus lavrosiae Mcheidze, 1997
- Eresus lishizheni Lin, Marusik et Li, 2021
- Eresus moravicus Řezáč, 2008
- Eresus pharaonis Walckenaer, 1837
- Eresus robustus Franganillo, 1918
- Eresus rotundiceps Simon, 1873
- Eresus ruficapillus C.L. Koch, 1846 – poskocz kruczy
- Eresus sandaliatus (Martini et Goeze, 1778) – poskocz obrączkowany
- Eresus sedilloti Simon, 1881
- Eresus solitarius Simon, 1873 – poskocz matador
- Eresus tristis Kroneberg, 1875
- Eresus walckenaeri Brullé, 1832 – poskocz tytan
- Eresus yukuni Lin et Li, 2022

Według części taksonomów odrębnymi gatunkami przypuszczalnie są także Eresus tricolor i Eresus ignicomis, które traktuje się współcześnie jako podgatunki poskocza krasnego.